# Las Tablas metróállomás
Las Tablas metróállomás Spanyolország fővárosában, Madridban a madridi metró 10-es vonalán. Tulajdonosa és üzemeltetője a Consorcio Regional de Transportes de Madrid.

## Metróvonalak
Az állomást az alábbi metróvonalak érintik:
- 10-es metróvonal
- Metro Ligero 1

## Kapcsolódó állomások
A metróállomáshoz az alábbi állomások vannak a legközelebb:
- Montecarmelo (Puerta del Sur, 10-es metróvonal)
- Ronda de la Comunicación (Hospital Infanta Sofía, 10-es metróvonal)
- Palas del Rey (Pinar de Chamartín, Metro Ligero 1)